# Kandt asztrildja
A Kandt asztrildja (Estrilda kandti) a madarak osztályának verébalakúak (Passeriformes) rendjébe, ezen belül a díszpintyfélék (Estrildidae) családjába tartozó faj.
Egyes rendszerbesorolások szerint a feketesapkás asztrild (Estrilda atricapilla) alfaja Estrilda atricapilla kandti néven.
A magyar név forrással nem megerősített, lehet, hogy az angol név tükörfordítása (Kandt's Waxbill).

## Előfordulása
Afrikában Burundi, Ruanda, Uganda és a Kongói Demokratikus Köztársaság területén honos.